# Federale Overheidsdienst Personeel en Organisatie
De Federale Overheidsdienst Personeel en Organisatie (FOD P&O) was tot 2017 een van de vier horizontale federale overheidsdiensten van België, bevoegd voor ambtenarenzaken, interne communicatie en overheidsopdrachten.

## Geschiedenis
De taken inzake ambtenarenzaken ressorteerden lange tijd onder de eerste minister. In 1937 en 1939 werden respectievelijk het Vast Wervingssecretariaat en de Dienst van Algemeen Bestuur opgericht. In 1963 ontstond de Algemene Directie voor Selectie en Vorming. In 1984 werden alle diensten die zich bezighielden met ambtenarenzaken ondergebracht bij het Ministerie van Binnenlandse Zaken, dat vanaf dan het Ministerie van Binnenlandse Zaken en Openbaar Ambt heette. In 1992 werd de naam gewijzigd in Ministerie van Binnenlandse Zaken en Ambtenarenzaken en in 1995 werd een apart Ministerie van Ambtenarenzaken opgericht. In 2001 werden het ministerie in het kader van het Copernicusplan omgevormd naar een FOD.
Per 1 maart 2017 werd de FOD geïntegreerd in de nieuwe Federale Overheidsdienst Beleid en Ondersteuning.

## Missie
De FOD begeleidde en ondersteunde de organisatieontwikkeling en het personeelsbeleid voor de federale overheid, opdat die als gewenste werkgever de beste dienstverlening zou bieden.

## Organisatiestructuur
- Stafdienst Personeel en Organisatie
- Stafdienst Budget en Beheerscontrole
- Stafdienst Informatie- en Communicatietechnologie
- Stafdienst Secretariaat en Logistiek
- Overheidsopdrachten
- Selor
- Opleidingsinstituut van de Federale Overheid
- Directoraat-generaal Personeel
- Directoraat-generaal Organisatie
- Directoraat-generaal Interne Communicatie
- Directoraat-generaal e-HR

## Aantal medewerkers
Bij de FOD werkten ongeveer 530 ambtenaren.